# Croatia (dvomjesečnik, Zagreb)
Croatia je bila hrvatski dvomjesečnik. ISSN je bio 1846-5641.
List je izlazio od listopada 1941. godine sve do zadnjeg dvomjesečja 1944. godine. Izlazio je u Zagrebu. Izdavač je bio Hrvatski izdavalački bibliografski zavod. Tekstovi u Croatiji bili su na francuskom, njemačkom i talijanskom jeziku.
Glavni je urednik bio Pavao Tijan.